# Syndyoceras cooki
Syndyoceras cooki és una espècie extinta de mamífer artiodàctil de la família Protoceratidae. Aquest animal, que era semblant a un cérvol, tenia dos parells de banyes i dos dits en la peülla; visqué a Nord-amèrica durant el període Miocè.
Es tracta de l'única espècie classificada actualment en el gènere Syndyoceras. L'holotip d'aquesta espècie fou descobert a Nebraska (Estats Units).